# Маваши
Маваши (яп. 廻し) се нарича копринената препаска, която сумистите носят по време на тренировка, и единствената „дреха“, с която имат право да се състезават.

## Маваши
Представлява ивица от коприна дълга около 9 метра и широка около 60 см. Сгъва се на шест пъти на ширина и се увива около кръста четири до седем пъти в зависимост от това колко е дебел сумистът. Връзва се с дебел възел на гърба, като друг голям възел се оформя отпред. Отпред се втъкват колосани копринени ленти (сагари)), които имат само декоративно значение и често изпадат по време на схватка.
Може да се каже, че маваши определя изцяло спортния аспект на сумото. Повечето от техниките (кимарите), използвани в сумото, се постигат със захват на маваши. Според текущия регламент се различават 82 кимарите, без да се броят такива, при които грешката е на противника )
Чрез различна степен на затягане при връзването на маваши може да се постигне известно предимство пред даден противник в зависимост от стила на двамата участници в схватката. Сумист, който предпочита стил със захват върху мавашито на противника, може да отпусне повече своето маваши, докато специалист в техниките на избутване по-скоро ще предпочете да го затегне по-здраво и по този начин да попречи на евентуален захват на противника. Често маваши е обект на суеверие. При поредица от неуспехи например сменят цвета на мавашито си с надеждата, че новият цвят ще им донесе повече късмет.
Копринените мавашита се носят само по време на турнири. По време на тренировка се носят по-тежки памучни маваши.
Сумистите от горните дивизии имат правото да носят церемониална препаска кешо-маваши по време на церемонията по встъпване на ринга дохьо-ири. Сумистите от по-долните дивизии носят черни памучни маваши както по време на тренировка, така и при състезания.
В аматьорското сумо се използва бяло памучно маваши, но се позволява и носенето на допълнително облекло под него.
Ако мавашито падне по време на схватка (оставяйки сумиста напълно гол), това води до незабавна дисквалификация.

## Кешо-маваши
Сумистите със статус на секитори по време на церемонията по встъпване на дохьото носят кешо-маваши. При кешо-маваши в единия край на копринения колан има парче, което оформя голяма престилка, обикновено богато избродирана и с дебели ресни в долния край. Често кешо-маваши се използва като рекламна площ от спонсорите на сумистите. Друг път кешо-маваши е подарък от почитателите на сумиста.
По време на епохата Едо (1603 – 1868) кешо-маваши се е използва и по време на схватките. Вероятно в резултат на все по-богатата орнаментация обаче постепенно са добили само церемониално значение.